# Tarsleds församling
Tarsleds församling var en församling i Skara stift och i Vårgårda kommun. Församlingen uppgick 1964 i Herrljunga församling.

## Administrativ historik
Församlingen har medeltida ursprung.
Församlingen var till 1964 annexförsamling i pastoratet Herrljunga, Remmene, Eggvena, Fölene och Tarsled som från 1962 även omfattade Bråttensby församling. Församlingen uppgick 1964 i Herrljunga församling.

## Kyrkor
Sockenkyrka var Herrljunga kyrka. Den invigdes 1865 och har använts gemensamt med Herrljunga församling sedan Tarsleds kyrka rivits 1863.